# Поф Аргир (катепан)
Поф Аргир (д/н — 1032) — військовий та державний діяч Візантійської імперії.

## Життєпис
Походив зі знатного роду Аргирів. Син Пофа Аргира, патрикія, та онук Пофа Аргира, доместіка схол Сходу. Про початок його кар'єри відомо замало, втім вважається, що розпочав службу в Малій Азії. Брав участь у придушенні заколоту Барда Фоки. Потім був учасником походів на Кавказі.
У 1026 році призначено заступником Михайла Спонділа, дуки Антіохії. Брав участь у військових походах проти Фатимідів та Емірату Алеппо у 1027 та 1029 роках. Поф Аргир звитяжив проти бедуїнів та дрібних володарів. Так, він переміг та захопив Насра ібн Мушаррафа аль-Равадіфа, правителя прикордонної області Джебель-Равадіф, в результаті чого посилився захист Антіохії зі сходу.
У липні 1029 року призначено катепаном Італії, якому надано загони з фем Македонія і Еллада. Негайно змушений був організовувати оборону прибережних міст від нападів піратів. Того ж року далматинський пірат Райк, який перейшов на службу до Сицилійського емірату, намагався раптовим ударом захопити Барі, центр катепанату, але Аргиру вдалося відбити атаку. Але незабаром емір ал-Акхала напав на фортецю Оббіану і змусив залогу до здачі.
1032 року сицилійці взяли в облогу фортецю Кассанум на кордоні Луканії та Калабрії. Катепан з військом спробував знятий облогу. При спробі прориву блокади у березні того ж року візантійці зазнали поразки і Поф Агрір загинув.